# Oratorio di Santa Maria Assunta del Murrotto
L'oratorio di Santa Maria Assunta del Murrotto è un edificio religioso italiano situato in località Murrotto nel comune di Bagni di Lucca, alla sommità del paese di Casabasciana.

## Storia
L'edificio fu così chiamato perché in quel luogo, già da epoca antica era venerata un'immagine della Madonna affrescata su un muro rotto. Il muro, contente l'affresco, nel 1691 fu inglobato nell'edificio sacro; l'affresco originario fu in gran parte ridipinto agli inizi del XIX secolo nelle forme che attualmente si possono vedere.

## Descrizione
L'interno è suddiviso in due grandi spazi da un arco trionfale: la parte presbiterale, completamente affrescata, e la parte riservata al popolo con soffitto a cassettoni opera dei primi decenni del XVIII secolo. Sulla sinistra si apre la piccola cappellina dedicata alla Madonna del Carmine, con una tela raffigurante la Vergine opera di Giovanni Maria Corsetti, pittore nativo di Villa Basilica.